# Kingswood, Kent
Kingswood är en ort i grevskapet Kent i sydöstra England. Orten ligger i distriktet Maidstone och civil parishen Broomfield and Kingswood, cirka 9 kilometer sydost om Maidstone. Tätorten (built-up area) hade 1 370 invånare vid folkräkningen år 2021.